# Джо Ґленфілд
Джо Ґленфілд  (англ. Joe Glanfield, 6 серпня 1979) — британський яхтсмен, олімпійський медаліст.

## Виступи на Олімпіадах
| Олімпіада   | Дисципліна | Місце |
| ----------- | ---------- | ----- |
| Сідней 2000 | Клас 470   | 4     |
| Афіни 2004  | Клас 470   | 2     |
| Пекін 2008  | Клас 470   | 2     |